# Osun

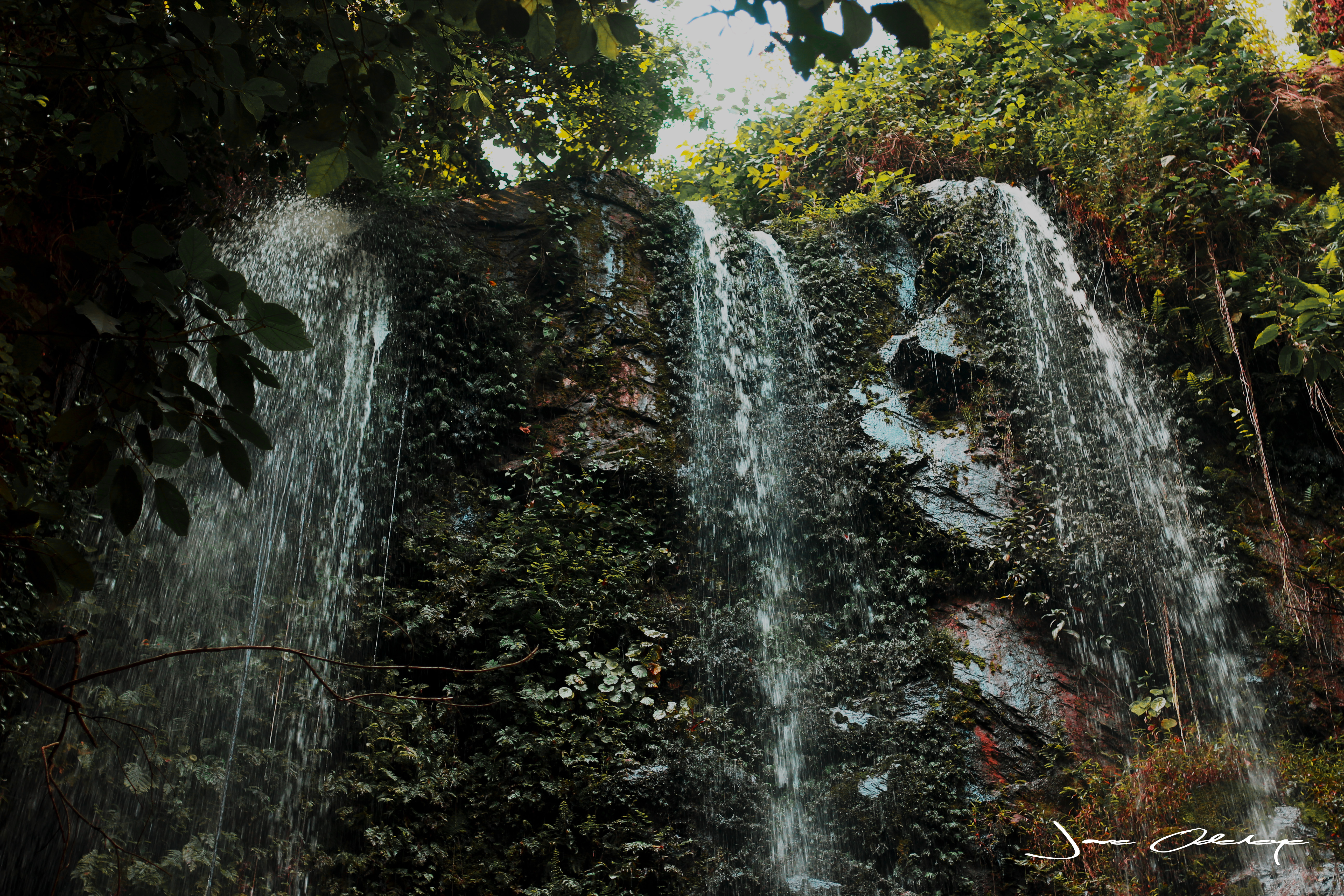
Les chutes d'eau d'Erin ijesa, dans l'état d'Osun. Avril 2018.

L'État d'Osun est un État du sud-ouest du Nigeria. Il a été créé le 27 août 1991 et est issu d'une scission de l'État d'Oyo. Il a pour capitale Osogbo.

## Géographie
L'État d'Osun comprend 30 zones de gouvernement local (entre parenthèses, leur chef-lieu) :
- Atakunmosa Est (Iperindo)
- Atakunmosa Ouest (Osu)
- Aiyedaade (Gbongan)
- Aiyedire (Ile Ogbo)
- Boluwaduro (Otan-Ayegbaju)
- Boripe (Iragbiji)
- Ede Nord (Oja Timi)
- Ede Sud (Ede)
- Egbedore (Awo)
- Ejigbo (Ejigbo)
- Efe-Central (Ile-Ife)
- Efe-Est (Oke-Ogbo)
- Efe-Nord (Ipetumodu)
- Efe-Sud (Ifetedo)
- Ifedayo (Oke-Ila Orangun)
- Ifelodun (Ikirun)
- Ila (Ila Orangun)
- Ilesa Est (Iyemogun)
- Ilesa Ouest (Ereja Square)
- Irepodun (Ilobu)
- Irewole (Ikire)
- Isokan (Apomu)
- Iwo (Iwo)
- Obokun (Ibokun)
- Odo Otin (Okuku)
- Ola Oluwa (Bode Osi)
- Olorunda (Igbonna, Osogbo)
- Oriade (Ijebu-Jesa)
- Orolu (Ifon-Osun)
- Osogbo (Osogbo)

## Personnalités
- Olajumoke Orisaguna, mannequin